# BLOODY STREAM
《BLOODY STREAM》是日本男歌手Coda（小田和奏）的單曲。兒玉沙織作詞、大森俊之作曲。2013年1月30日由華納日本娛樂發行。

## 解說
《BLOODY STREAM》是2012年10月至2013年4月在TOKYO MX等UHF電視動畫《JoJo的奇妙冒險》Part2：戰鬥潮流選用的片頭主題曲。內容充滿情感與時尚是整首歌曲的特色。發行之後以《戰鬥潮流》主角喬瑟夫·喬斯達作為CD封面角色。

## 收錄歌曲
1. BLOODY STREAM [4:21]
  - 作詞：兒玉沙織，作曲、編曲：大森俊之
  - TOKYO MX等UHF電視動畫《JoJo的奇妙冒險》Part2：戰鬥潮流片頭主題曲[注 1]
2. BLOODY STREAM（ORIGINAL KARAOKE）

## 腳註

### 來源
1. 1 2  . ORICON STYLE. 2013-01-30  [2017-02-02]. （原始内容存档于2014-02-28） （日语）.
2. ↑  . Listen JAPAN. 2013-02-05  [2017-02-02]. （原始内容存档于2013-06-21） （日语）.
3. ↑  . Narinari.com（日语：Narinari.com）. 2013-02-05  [2017-02-02]. （原始内容存档于2017-09-09） （日语）.
4. ↑  . Billboard JAPAN. 2013-02-11  [2017-02-02]. （原始内容存档于2013-10-06） （日语）.
5. ↑  . Billboard JAPAN. 2013-02-11  [2017-02-02]. （原始内容存档于2019-02-03） （日语）.
6. ↑  . Billboard JAPAN. 2013-02-04  [2017-02-02]. （原始内容存档于2017-02-03） （日语）.
7. ↑  . Billboard JAPAN. 2013-02-11  [2017-02-02]. （原始内容存档于2014-03-16） （日语）.
8. ↑  . Billboard JAPAN. 2013-01-30  [2017-02-02]. （原始内容存档于2017-02-03） （日语）.
9. ↑  . Billboard JAPAN. 2013-02-06  [2017-02-02]. （原始内容存档于2017-02-03） （日语）.
10. ↑  . SoundScan（日语：サウンドスキャンジャパン）. 2013-02-04  [2017-02-02]. （原始内容存档于2013-04-21） （日语）.
11. ↑  . MUSIC STATION. 2013-02-01  [2017-02-02]. （原始内容存档于2013-06-18） （日语）.
12. ↑  《Anican（日语：アニカン） vol.117》2013年1月，第14頁。
13. ↑  . RBB TODAY. 2012-11-21  [2017-02-02]. （原始内容存档于2016-03-05） （日语）.
14. ↑  . Listen JAPAN. 2012-11-22  [2017-02-02]. （原始内容存档于2013-12-24） （日语）.

## 外部連結
- 華納日本娛樂官網的歌曲介紹頁面（页面存档备份，存于） （日語）